# Jednostki polskie odznaczone orderem Virtuti Militari
Za czyny niezwykłego męstwa, obok poszczególnych żołnierzy, Orderem Virtuti Militari zostały odznaczone:

## Wojna polsko-ukraińska i polsko-rosyjska (1918-1921)
- Krzyż Srebrny:
  - miasto Lwów (22 listopada 1920, za zasługi położone dla polskości tego grodu i jego przynależności do Polski) (nr 1)[1]
  - miasto Verdun (nr 6067)[2]
  - Grób Amerykańskiego Nieznanego Żołnierza w Waszyngtonie (nr 262)
  - Grób Francuskiego Nieznanego Żołnierza w Paryżu (nr 6094)[2]
  - Grób Rumuńskiego Nieznanego Żołnierza w Bukareszcie (nr 6168)
  - 1 Pułk Piechoty Legionów (nr 2967)[3]
  - 5 Pułk Piechoty Legionów (nr 2929)[3]
  - 6 Pułk Piechoty Legionów (nr 3222)[3]
  - 15 Pułk Piechoty „Wilków” (nr 2915)[2]
  - 22 Siedlecki Pułk Piechoty (nr 2965)[2]
  - 34 Pułk Piechoty (nr 2993)[2]
  - 35 Pułk Piechoty (nr 2945)[2]
  - 41 Suwalski Pułk Piechoty (nr 2983)[3]
  - 55 Poznański Pułk Piechoty (nr 2956)[4]
  - 56 Pułk Piechoty Wielkopolskiej (nr 3223)[5]
  - 57 Pułk Piechoty Wielkopolskiej (nr 2998)[5]
  - 58 Pułk Piechoty Wielkopolskiej (nr 2998)[5]
  - 81 Pułk Strzelców Grodzieńskich (nr 6105)
  - 85 Pułk Strzelców Wileńskich (nr 6102)
  - 86 Pułk Piechoty (nr 6103)
  - 1 Pułk Szwoleżerów Józefa Piłsudskiego (nr 5)[6]
  - 1 Pułk Ułanów Krechowieckich (nr 2501)[2]
  - 7 Pułk Ułanów Lubelskich (nr 2507)[7]
  - 14 Pułk Ułanów Jazłowieckich (nr 2514)[2]
  - 15 Pułk Ułanów Poznańskich (nr 4000)[6]
  - Legion Bajończyków (nr 6155)
  - 1 Bateria / 1 Pułku Artylerii Polowej Legionów
  - 2 Bateria /1 Pułku Artylerii Polowej Legionów
  - 3 Bateria /1 Pułku Artylerii Polowej Legionów
  - 4 Bateria /1 Pułku Artylerii Polowej Legionów
  - 5 Bateria /1 Pułku Artylerii Polowej Legionów
  - 6 Bateria /1 Pułku Artylerii Polowej Legionów
  - 7 Bateria /1 Pułku Artylerii Polowej Legionów
  - 8 Bateria /1 Pułku Artylerii Polowej Legionów
  - 9 Bateria /1 Pułku Artylerii Polowej Legionów
  - 9 Pułk Artylerii Polowej (nr 4369)[2]
  - 14 Pułk Artylerii Polowej Wielkopolskiej (nr 171)
  - 19 Pułk Artylerii Polowej (nr 6101)
  - 2 Bateria / 3 Pułku Artylerii Ciężkiej (nr 7683)
  - 3 Bateria / 3 Pułku Artylerii Ciężkiej (nr 7684)
  - 9 Pułk Artylerii Ciężkiej (nr 4403)[2]
  - Dywizjon 14 Pułku Artylerii Ciężkiej Wielkopolskiej (nr 6145)[8]
  - 1 Bateria / 1 Dywizjonu Artylerii Konnej (nr 6098)[9]
  - 1 Bateria / 3 Dywizjonu Artylerii Konnej (nr 6099)[9]
  - 1 Bateria / 4 Dywizjonu Artylerii Konnej (nr 6100)[9]
  - 1 Bateria / 5 Dywizjonu Artylerii Konnej (nr 6101)[9]
  - 14 Batalion Saperów (nr 6145)[8]
  - Oddział żeński Polskiej Organizacji Wojskowej (nr 4930)[10]

## Wojna obronna Polski 1939 r.
- Krzyż Srebrny:
  - Miasto Stołeczne Warszawa (nadanie 9 listopada 1940, w uznaniu bohaterstwa obrońców miasta) (nr 8801)
  - Garnizon Hel – (nadanie 2 października 1969, w uznaniu bohaterstwa obrońców Półwyspu Helskiego)
  - 2 Pułk Piechoty Legionów – dowódca płk Ludwik Czyżewski (nr 13271)
  - 21 Pułk Piechoty „Dzieci Warszawy” – dowódca ppłk dypl. Stanisław Sosabowski (nr 13 273)
  - 31 Pułk Strzelców Kaniowskich – dowódca ppłk Wincenty Wnuk (nr 13 274)
  - 36 Pułk Piechoty Legii Akademickiej – dowódca płk dypl. Karol Ziemski (nr 13 275)
  - 43 Pułk Strzelców Legionu Bajończyków – dowódca ppłk Franciszek Kubicki (nr 13 276)
  - 49 Huculski Pułk Strzelców – dowódca ppłk dypl. Karol Hodała (nr 13 277)
  - 64 Grudziądzki Pułk Piechoty – dowódca mjr Aleksander Rewerowski (nr 13 278)
  - 73 Pułk Piechoty – dowódca ppłk Piotr Sosialuk (nr 13 279)
  - 84 Pułk Strzelców Poleskich – dowódca płk dypl. Stanisław Sztarejko (nr 13 280)
  - 4 Pułk Strzelców Podhalańskich – dowódca ppłk dypl. Bronisław Warzybok (nr 13272)
  - 1 Morski Pułk Strzelców – dowódca ppłk Kazimierz Pruszkowski (nr 13 281)
  - 2 Morski Pułk Strzelców – dowódca ppłk Ignacy Szpunar (nr 13 282)
  - 3 Pułk Szwoleżerów Mazowieckich im. płk. Jana Kozietulskiego – dowódca płk Edward Milewski (nr 13 327)
  - 9 Pułk Ułanów Małopolskich – dowódca ppłk Klemens Rudnicki (nr 13 285)
  - 12 Pułk Ułanów Podolskich[11] – dowódca ppłk Andrzej Kuczek (nr 13 286)
  - 17 Pułk Ułanów Wielkopolskich im. Króla Bolesława Chrobrego – dowódca płk Ignacy Kowalczewski (nr 13 287)
  - 18 Pułk Ułanów Pomorskich – dowódca płk Kazimierz Mastalerz (nr 13 288)
  - 19 Pułk Ułanów Wołyńskich im. płk Karola Różyckiego – dowódca ppłk dypl. Józef Pętkowski (nr 13 289)
  - 21 Pułk Ułanów Nadwiślańskich – dowódca ppłk Kazimierz de Rostwo Suski (nr 13 290)
  - 24 Pułk Ułanów (zmotoryzowany)[12] – dowódca ppłk dypl. Kazimierz Dworak (nr 13 291)
  - 25 Pułk Ułanów Wielkopolskich – dowódca ppłk Bohdan Stachlewski (nr 13 292)
  - 2 Pułk Strzelców Konnych – dowódca płk Andrzej Mularczyk (nr 13 293)
  - 7 Pułk Strzelców Konnych Wielkopolskich – dowódca płk Stanisław Królicki (nr 13 294)
  - 10 Pułk Strzelców Konnych (zmotoryzowany)[12] – dowódca ppłk dypl. Janusz Bokszczanin (nr 13 295)
  - 11 Pułk Artylerii Lekkiej – dowódca ppłk Czesław Obtułowicz (nr 13 296)
  - 18 Pułk Artylerii Lekkiej – dowódca ppłk Witold Sztark (nr 13 297)
  - 1 Bateria / 16 Pułk Artylerii Lekkiej – dowódca kpt. Stanisław Pierzchała (nr 13 298)
  - 2 Bateria / 16 Pułk Artylerii Lekkiej – dowódca por. Tadeusz Boratyński (nr 13 299)
  - 6 Bateria / 17 Pułk Artylerii Lekkiej – dowódca kpt. Ludwik Głowacki (nr 13 300)
  - 2 Dywizjon Artylerii Konnej im. Generała Józefa Sowińskiego – dowódca ppłk Jan Olimpiusz Kamiński (nr 13 301)
  - 7 Dywizjon Artylerii Konnej – dowódca ppłk Ludwik Sawicki (nr 13 302)
  - 9 Dywizjon Artylerii Konnej – dowódca ppłk Tadeusz Rohoziński (nr 13 303)
  - 3 bateria / 4 Dywizjon Artylerii Konnej – dowódca kpt. Sergiusz Pfisterer (nr 13 304)
  - 3 bateria / 6 Dywizjon Artylerii Konnej im. Generała Romana Sołtyka – dowódca kpt Rudolf Joch (nr 13 305)
  - III Dywizjon Myśliwski / 4 Pułk Lotniczy – dowódca kpt. pil. Florian Laskowski (nr 13 307)
  - 23 Batalion Saperów Górnośląskich – dowódca mjr Marian Skierczyński (nr 13 306)
  - Batalion Obrony Narodowej „Gdynia I” – dowódca mjr Stanisław Zaucha (nr 13 283)
  - Załoga Składnicy Tranzytowej Westerplatte – dowódca mjr Henryk Sucharski (nr 13 284)
  - Koło Gdańsk 1 Związku Zawodowego Pracowników Poczt i Telegrafów –  31 października 1945 r. – za obronę Poczty Polskiej w Gdańsku w 1939
  - Pomnik Katyński w Londynie – hołdzie ofierze życia żołnierzy polskich zamordowanych w ZSRR w 1940 (dekoracja 13 listopada 1976) (nr 14384)[13]
- Przyznana cytacja – Wyróżniony za niezwykłe męstwo w kampanii 1939 roku w Polsce:[14]
  - 6 Pułk Piechoty Legionów – dowódca płk Stanisław Engel
  - 35 Pułk Piechoty – dowódca ppłk dypl. Jan Maliszewski
  - 14 Pułk Ułanów Jazłowieckich – dowódca płk Edward Godlewski

## Polskie Siły Zbrojne(1940-1945)
- Krzyż Złoty:
  - ORP Błyskawica (nadanie 28 czerwca 1987)
- Krzyż Srebrny:
  - Samodzielna Brygada Strzelców Podhalańskich – za kampanię 1940 w Norwegii (nr 8807)
  - 2 Pułk Grenadierów im. Króla Bolesława Chrobrego - za kampanię 1940 we Francji (nr 13 308)
  - Pułk Ułanów Karpackich – za kampanię 1941-1942 w Afryce Północnej oraz 1944-1945 we Włoszech (nr 13 315)
  - 2 Batalion Strzelców Karpackich – za kampanię 1941-1942 w Afryce Północnej oraz 1944-1945 we Włoszech (nr 13 309)
  - 3 Batalion Strzelców Karpackich – za kampanię 1941-1942 w Afryce Północnej oraz 1944-1945 we Włoszech (nr 13 310)
  - 1 Pułk Pancerny – za kampanię 1944-1945 we Francji, Belgii, Holandii i Niemczech (nr 13 317)
  - 2 Pułk Pancerny – za kampanię 1944-1945 we Francji, Belgii, Holandii i Niemczech (nr 13 318)
  - 10 Pułk Dragonów – za kampanię 1944-1945 we Francji, Belgii, Holandii i Niemczech (nr 13 316)
  - 8 Batalion Strzelców – za kampanię 1944-1945 we Francji, Belgii, Holandii i Niemczech (nadanie 10 grudnia 1990) (nr 14 425)
  - 9 Batalion Strzelców Flandryjskich – za kampanię 1944-1945 we Francji, Belgii, Holandii i Niemczech  (nr 13 312)
  - 4 Batalion Strzelców Karpackich – za kampanię 1944-1945 we Włoszech (nr 13 311)
  - 14 Wileński Batalion Strzelców „Żbiki” – za kampanię 1944-1945 we Włoszech (nadanie 10 grudnia 1990) (nr 14 423)
  - 15 Wileński Batalion Strzelców – za kampanię 1944-1945 we Włoszech (nr 13 311)
  - 16 Lwowski Batalion Strzelców – za kampanię 1944-1945 we Włoszech (nr 13 314)
  - 17 Lwowski Batalion Strzelców – za kampanię 1944-1945 we Włoszech (nadanie 10 grudnia 1990) (nr 14 424)
  - 18 Lwowski Batalion Strzelców – za kampanię 1944-1945 we Włoszech (nr 13 315)
  - 4 Pułk Pancerny „Skorpion” – za kampanię 1944-1945 we Włoszech (nr 13 319)
  - 6 Pułk Pancerny „Dzieci Lwowskich” – za kampanię 1944-1945 we Włoszech (nr 13 320)
  - 1 Samodzielna Kompania Komandosów – za kampanię 1944-1945 we Włoszech (nadanie 22 listopada 1988) (nr 14 380)
  - 3 Spadochronowy Batalion Strzelców – za bitwę pod Arnhem w 1944 w Holandii (nr 13 323)
  - 1 Powietrzny Dywizjon Artylerii Przeciwpancernej – za bitwę pod Arnhem w 1944 w Holandii (nr 13 324)
  - 301 Dywizjon Lotnictwa Bombowego Ziemi Pomorskiej im. Obrońców Warszawy – za działania bojowe w powietrzu w latach 1940-1945 (nr 13 321)
  - 303 Warszawski Dywizjon Lotnictwa Myśliwskiego im. Tadeusza Kościuszki – za działania bojowe w powietrzu w latach 1940-1945 (nr 13 322)
- Przyznana cytacja – Wyróżniony za niezwykłe męstwo w kampanii 1944–1945 roku we Włoszech:[15]
  - 1 Pułk Ułanów Krechowieckich im. płk. Bolesława Mościckiego
  - 15 Pułk Ułanów Poznańskich

## Ruch oporu
- Krzyż Srebrny:
  - 50 Pułk Piechoty im. Francesco Nullo Armii Krajowej (nadanie 11 listopada 1968, wręczenie 1 sierpnia 1975) (nr 13 664)
  - Pułk AK „Baszta” (nadanie 11 listopada 1968, wręczenie 1 sierpnia 1975) (nr 13 663)
  - Harcerski Batalion AK „Parasol” (nadanie 11 listopada 1968, wręczenie 1 sierpnia 1975) (nr 13 662)
  - Harcerski Batalion AK „Zośka” (nadanie 11 listopada 1968, wręczenie 1 sierpnia 1975) (nr 13 661)
  - Szare Szeregi (nadanie 15 sierpnia 1989) (nr 14 385)
  - Polski Ruch Oporu w Paryżu
- Przyznana cytacja – Wyróżniony za niezwykłe męstwo w kampanii Armii Krajowej:
  - 15 Pułk Piechoty „Wilków”
  - 7 Pułk Ułanów Lubelskich „Samodzielny Dywizjon Jeleń”

## Wojsko Polskie na froncie wschodnim(1943-1945)
- Krzyż Złoty:
  - 1 Warszawska Dywizja Piechoty im. Tadeusza Kościuszki[16]
- Krzyż Srebrny:
  - 6 Pomorska Dywizja Piechoty[17]
    - 13 Kołobrzeski Batalion Saperów[18]
    - 16 Kołobrzeski Pułk Piechoty[19]

  - 5 Kołobrzeski Pułk Piechoty[19]
  - 7 Kołobrzeski Pułk Piechoty[19]
  - 8 Bydgoski Pułk Piechoty[20]
  - 9 Zaodrzański Pułk Piechoty[20]
  - 12 Kołobrzeski Pułk Piechoty[19]
  - 24 Drezdeński Pułk Artylerii Pancernej[21]
  - 27 Sudecki Pułk Artylerii Pancernej[21]
  - 28 Saski Pułk Artylerii Pancernej[21]
  - 2 Sudecki Pułk Czołgów[21]
  - 4 Samodzielny Pomorski Pułk Czołgów Ciężkich[21]
  - 9 Łużycki Pułk Czołgów[21]
  - 1 Pułk Lotnictwa Myśliwskiego „Warszawa”[22]
  - 2 Pułk Lotnictwa Bombowego „Kraków”[22]
  - 3 Pułk Lotnictwa Szturmowego[22]
  - 1 Batalion Saperów 1 Dywizji Piechoty[18]
  - 2 Batalion Saperów 2 Dywizji Piechoty[18]
  - 8 Samodzielny Kołobrzeski Batalion Saperów[19]
  - 9 Samodzielny Kołobrzeski Batalion Saperów[19]
  - 1 Kołobrzeski Batalion Samochodowy[19]
  - 2 Kołobrzeski Batalion Samochodowy[19]